# Griselda Siciliani
Griselda Siciliani (* 2. dubna 1978 Buenos Aires, Argentina) je argentinská herečka, zpěvačka a tanečnice.
Od dětství studovala především tanec, učila se však i herectví a zpěvu. Profesionálně debutovala v roce 2003, zprvu působila na nezávislé divadelní scéně, brzo se ale představila i ve velkých argentinských divadlech. Působí především v muzikálech. Již na začátku své kariéry se seznámila s hercem a producentem Adrián Suarem, který ji přivedl do televize. Poprvé se představila v letech 2004–2005 v seriálu Sin código, následně působila v seriálech Jsi můj život, Patito feo, Para vestir santos, Los Únicos, Farsantes, Educando a Nina a Morir de amor. V roce 2012 hrála také ve filmu Poslední Elvis. Za své výkony v seriálech Sin código, Farsantes a Educando a Nina získala ceny Martína Fierra, zároveň je držitelkou dalších ocenění z oblasti divadla.
Ze vztahu s Adriánem Suarem má dceru Margaritu Kirzner, narozenou v roce 2013.
Její sestra Leticia Siciliani je rovněž herečkou a zpěvačkou.